# Alumoidrocalcite
L'alumoidrocalcite è un minerale, un carbonato idrato di alluminio e calcio appartenente al gruppo della dresserite. con composizione chimica CaAl2(CO3)2(OH)4·4(H2O), formula che è data in contrapposizione alla formula comunemente accettata con tre molecole d'acqua (CaAl2(CO3)2(OH)4·3H2O).

## Etimologia e storia
Il nome deriva dalla sua composizione chimica: alumo-, per la presenza di alluminio; -idro-, per la presenza di acqua e -calcite per la presenza di calcio.
L'alumoidrocalcite è stata descritta per la prima volta nel 1926 da Jurij Aleksandrovič Bilibin (19 maggio 1901, Rostov Velikij - 4 maggio 1952, San Pietroburgo), geologo sovietico.
La sua località tipo è il villaggio di Potekhina nei pressi di Sorsk, in Chakassia (Russia).
Il suo campione tipo è conservato presso il Museo Mineralogico A.E. Fersman, di (Mosca (Russia) col numero di catalogo 77088.

## Classificazione
Nella Classificazione Nickel-Strunz l'alumoidrocalcite appartiene alla classe dei "Carbonati (nitrati)" e lì alla sottoclasse dei "Carbonati con anioni aggiuntivi, con H2O". Tuttavia è possibile trovare una suddivisione più fine in base ai cationi coinvolti, motivo per cui si trova l'alumoidrocalcite nel sottogruppo caratterizzato da "Cationi di grande e media dimensione" nel quale insieme ai minerali para-alumoidrocalcite e nasledovite forma il gruppo nº 5.DB.05.
Nella classificazione dei minerali secondo Dana, l'alumoidrocalcite si trova nel gruppo dei "Carbonati idrati contenenti ossidrili o alogeni" e lì nel sottogruppo con composizione "AmBn(XO3)pZqxH2O con (m+n):p = 3:2".

## Abito cristallino
Si presenta in cristalli, aggregati fibrosi e sferule. Cristallizza nel sistema triclino nel gruppo spaziale P1 (gruppo nº 2); i suoi parametri reticolari sono a = 5,71(5) Å, b = 6,54(4) Å, c = 14,6(2) Å, α = 81,8(3)°, β = 83,9(3)° e γ = 86,5(7)°.

## Modificazioni
Si conoscono alcune varietà cromate che si formano tipicamente vicino ad alterazioni della cromite e dalle serpentiniti.
Tali modificazioni hanno gruppo spaziale P1 (gruppo nº 1).

## Origine e giacitura
L'alumoidrocalcite si forma a bassa temperatura dall'azione delle acque gassate sull'allofane o sulla dickite nelle dolomiti e nei calcari.
La genesi di questo minerale è secondaria; la paragenesi si ha con allofane, limonite e wad.
Oltre alla sua località tipo, il villaggio di Potekhina in Russia, l'alumoidrocalcite è stata trovata anche in Germania in una cava di dolomite vicino a Bergisch Gladbach, dalla cava Kalem, vicino a Birresborn (nell'Eifel), e a Ramsbeck nella Renania Settentrionale-Vestfalia; vicino a Ladomirov, in Slovacchia; a Bicske-Csordak´ut, in Ungheria.
In Inghilterra è stata rinvenuta a Scarborough, nel North Yorkshire; a Weston Favell nel Northamptonshire e nella cava Woodleaze, a Tytherington (contea di Avon). A Montcada (provincia di Barcellona, Spagna); a Chitral, nel Khyber Pakhtunkhwa (Pakistan).
Le varietà cromate si trovano nella miniera di Ruben, Kohlendorf e Nowa Ruda (Slesia, Polonia); nella miniera di [Akenobe, Prefettura di Hyōgo (Giappone).
Negli Stati Uniti l'alumoidrocalcite è stata trovata nei pressi del Monte Hamilton (California).

## Forma in cui si presenta in natura
I rari cristalli monoclini sono fibrosi o aciculari.
Il colore dell'alumoidrocalcite varia dal bianco, bianco-bluastro, viola, giallo chiaro, mentre la sua varietà cromata ha colori che vanno dal rosa pallido o rosa brunastro al viola scuro.

## Caratteri fisico-chimici
L'alumoidrocalcite è un minerale fragile con una durezza Mohs pari a 2,5; è solubile in acqua calda e negli acidi. Effervescente in acido cloridrico.